# Feliks Pęczarski
Feliks Pęczarski (ur.  prawdopodobnie w 1804 w Warszawie lub Kryłowie, zm. 12 października 1862 we Włocławku) – polski malarz.
Zasłynął malarstwem rodzajowym, w którym ukazywał ludzi z tzw. marginesu społecznego – szulerów, lichwiarzy – we wnętrzach kawiarni. Ten najbardziej twórczy okres w jego życiu przypadał na lata spędzone w Warszawie: 1840 do ok. 1847. Największą grupę spośród zachowanych dzieł Pęczarskiego stanowią portrety. Tworzył też obrazy religijne.
Był głuchoniemy, co prawdopodobnie wpłynęło na sposób ukazywania przez niego postaci. W latach 1818–1831 przebywał w Instytucie Głuchoniemych w Warszawie, najpierw jako uczeń, a następnie nauczyciel. W latach 30. przebywał na Lubelszczyźnie. Ostatnie lata życia spędził we Włocławku.

## Życiorys

### W Instytucie Głuchoniemych, 1818–1831
Był głuchy, choć Wojciech Gerson w Pamiętniku Warszawskiego Instytutu Głuchoniemych z 1872 r. stwierdza, że nie od urodzenia. 27 lipca 1818 r. wstępuje do Instytutu Głuchoniemych w Warszawie. Z powodu zamieszczenia go na liście tzw. uczniów ubogich, pobierał stypendium Ministerstwa Wyznań Religijnych i Oświecenia Publicznego. Dokumenty z 1819 r. opisują go jako ucznia chętnego do rysunku, malarstwa i miedziorytu. Jego pierwszym nauczycielem rysunku był Józef Pełczyński. Równolegle uczy się sztycharstwa i malarstwa na Oddziale Sztuk Pięknych Uniwersytetu Warszawskiego u Jana Ferdynanda Krethlowa. Począwszy od 1821 roku pozostaje w Instytucie jako pomocnik nauczyciela (kandydat) rysunku i religii. Równolegle sam uczy się tu rysunku aż do 1830 roku. W 1822 r. zarzuca naukę sztycharstwa u Krethlowa na rzecz malarstwa u Antoniego Blanka i Antoniego Brodowskiego. Od 29 czerwca do 4 października, dzięki fundacji ks. Jakuba Falkowskiego z Instytutu Głuchoniemych, zwiedził Bawarię, gdzie prawdopodobnie zapoznał się z holenderskim malarstwem rodzajowym w zbiorach Galerii Drezdeńskiej i Monachium. W czasie powstania listopadowego zastępował nauczycieli kwalifikowanych, którzy zostali członkami Gwardii Narodowej. W styczniu zostaje mianowany korepetytorem. Jeszcze przed upadkiem powstania, 17 maja składa dymisję. Motywuje ją chęcią doskonalenia się w malarstwie i wyłącznego poświęcenia sztuce.

### Artysta niezależny, 1831–1862
Jeszcze przez jakiś czas mieszka samodzielnie w Warszawie. Inny głuchoniemy malarz tej epoki, Franciszek Ksawery Prek wspomina w swoim pamiętniku, że Pęczarski w krótkim czasie, robiąc  dobre  portrety,  nazbierał  sobie  z  tego  dosyć  pieniędzy. Także Jan  Papłoński wspomina w Historyji Warszawskiego Instytutu Głuchoniemych  i  Ociemniałych, że Pęczarski miał wziętość w Warszawie jako malarz portretów miniaturowych. Po upadku powstania opuścił stolicę. Co najmniej od 1834 do 1839 roku mieszkał w Lublinie, gdzie także trudnił się jako portrecista. Przeprowadzka mogła być powodowana chęcią pozostania blisko rodzeństwa zamieszkałego w Kryłowie. Jedna z sióstr wprowadziła się do niego i zajmowała gospodarstwem. W tym czasie powstały obrazy związane z Mordami koło Siedlec, Tarnogórą, Żdzannami, Tarnogrodem (Portret Zygmunta Stryjeńskiego), Werbkowicami (Portret Adama Szydłowskiego), Hrubieszowem (Portret  starosty hrubieszowskiego Lipskiego) oraz Kazimierzem Dolnym (Portret kobiety w koronkowym czepku i Portret mężczyzny w białym żabocie). Przypuszczalnie Pęczarski wędrował po okolicy malując portrety i dzieła religijne na zamówienie. W latach 1839 i 1840 odbył dwie podróże do Wilna. Podczas pierwszej z nich został zatrzymany. Pozostawał w areszcie przez trzy miesiące. Przesłuchujący go śledczy próbował wymusić na nim zeznania siłą, interpretując jego milczenie jako upór. W 1840 roku powrócił do Warszawy, gdzie zamieszkał w kamienicy przy ul. Krakowskie Przedmieście 371, należącej do Klary Pawłosiewicz. W 1867 r. grupa kamienic, do której należał dom nr 371, została rozebrana. Obecnie w tym miejscu znajduje się skwer im. Herberta Hoovera. W 1843 roku przeniósł się na ulicę Miodową. Był to czas intensywnego udziału w wystawach oraz rozwinięcia prac o tematyce rodzajowej, osobliwie przedstawień tzw. ciemnych typów we wnętrzach warszawskich kawiarni. Janusz Maciej Michałowski, historyk sztuki i badacz twórczości Pęczarskiego, w artykule pt. Feliks Pęczarski w Płocku stawia hipotezę, że malarz nie wyrobił sobie w tamtym czasie klienteli na portrety, wobec czego sytuacja wymuszała na nim malowanie obrazów gotowych do sprzedania nieznanemu odbiorcy. Teorię mogą potwierdzać ogłoszenia z tamtych czasów, zdające się mieć na celu wzbudzenie litości bądź zaciekawienie kalectwem malarza. Michałowski zauważa też, że Pęczarski nie brał udziału w życiu artystycznym stolicy, był osobą skromną. Do 1847 roku przeniósł się do Włocławka. Z tego roku pochodzą portrety małżeństwa Rutkowskich, właścicieli Szpetala Górnego. Pęczarski nie widnieje w wykazie malarzy warszawskich w Kalendarzyku Informacyjno-Kieszonkowym na 1848 rok. Ponadto akt ślubu z 1848 roku określa go jako Artystę Sztuki Malarskiej (...) na teraz tu w Mieście Włocławku zostającym. We Włocławku trudnił się głównie malarstwem religijnym i portretowym. Obracał się w środowisku małomiasteczkowej inteligencji urzędniczej. W 1850 r. przebywał w Płocku, gdzie malował portrety na zamówienie. Jego przybycie było zaanonsowane w Kurierze Warszawskim. Jedne z ostatnich jego prac pochodzą z 1860 roku. Zmarł w szpitalu powiatowym we Włocławku 12 października 1862 roku. Został pochowany na jednym z nieistniejących już cmentarzy.

## Życie prywatne
Był synem urzędnika państwowego Józefa i Wiktorii z Kwiatkowskich. Pochodził ze zubożałej rodziny szlacheckiej.
7 marca 1848 roku w parafii św. Jana Chrzciciela we Włocławku poślubił Józefę Dyniewicz (1824–1852) z Radwęczewa. Para miała dwie córki: Eleonorę (1849–?) i Marię (1851–1852).

## Twórczość

### Charakterystyka

#### Pierwsze próby
Pierwsze lata jego aktywności twórczej to przede wszystkich rysunek. Malarstwem zainteresował się szerzej w 1822 roku. Począwszy od tego momentu, uczestniczył w wystawach, zdobywając wyróżnienia i medale. Już w 1822 roku wziął udział w popisie uczniów Instytutu Głuchoniemych, zdobywając medal. Kolejne wystawy w jakich brał udział miały miejsce w 1823, 1825 i 1828 roku. W 1825 r. otrzymał accessit wyrównujące medalowi srebrnemu III, zaś trzy lata później medal srebrny III klasy za studium z natury.

#### Malarstwo rodzajowe
Malarstwo rodzajowe uchodzi za najważniejszy aspekt twórczości Pęczarskiego. Prawdopodobnie z 1826 roku pochodzi obraz pt. Amatorowie herbaty i kuriera, w którym pojawiają się już charakterystyczne dla jego twórczości motywy groteski, typów z nizin społecznych przedstawianych we wnętrzu kawiarni. Zastawa stołu stanowi nierzadko drobiazgowo przedstawioną martwą naturę. Styl ten w pełni rozwinął podczas pobytu w Warszawie w latach 1840–1847. To właśnie obrazy rodzajowo-obyczajowe przyniosły mu największą sławę. Za najbardziej rozpoznawalne dzieło Pęczarskiego, a zarazem jedno z najdoskonalszych, uchodzi obraz Szulerzy przy świecy z 1845 roku. Autor już wcześniej przedstawiał ten motyw. W 1841 roku zaprezentował obraz Szulerzy na wystawie w Warszawie. Duży sukces odniósł Pęczarski na wystawie w 1845 roku, gdzie przedstawił siedem swoich dzieł, w tym Szulerów przy świecy. Wystawa przyniosła Pęczarskiemu popularność i dochody. Z drugiej strony, nie ominęła go krytyka. Niecały rok później Wincenty Smokowski, przy okazji omawiania obrazu Tonini (?) Lichwiarz warszawski komentuje, że Pęczarski ma duży talent do uchwycenia fizjonomii, ale marnuje go na malowanie istot wzgardzonych i hańbą pokrytych. Podobną opinię wyraziła w jednym z listów Narcyza Żmichowska, po zwiedzeniu tej samej wystawy. W jego obronie stanął Michał Grabowski, który docenił szczerość prac malarza. Obrazy rodzajowe Pęczarskiego, często o satyrycznym i moralizatorskim wydźwięku, formalnie nawiązują do malarstwa holenderskiego XVII w., szczególnie jeśli chodzi o efekty oświetleniowe. W jego twórczości widać werystyczne tendencje zaczerpnięte z dzieł Quentina Matsysa i Gerrita van Honthorst oraz konotacje z malarstwem Rembrandta. Z twórczości pierwszego zaczerpnął model naturalnej wielkości postaci, do połowy przysłoniętej stołem. Janusz Michałowski uważa, że bliższy on jest uczniowi Matsysa, Marinusowi van Reymerswaele, u którego widać podobne tendencje w oddaniu charakterystyki twarzy. Zwraca uwagę, że na malarstwo Pęczarskiego mogły wpłynąć popularne wtedy w litografiach studia fizjonomiczne Louisa Léopolda Boilly. Jego dzieła charakteryzowała typowa dla głuchoniemych żywa gestykulacja i wyrazista mimika. W ocenie Michałowskiego, Pęczarski nie był wyłącznie kompilatorem różnych stylów malarskich. W swoim najbardziej płodnym okresie twórczym (lata 40.) wypracował indywidualny styl, na który niebagatelny wpływ miała jego głuchota.

#### Portrety
Portrety stanowią najliczniejszą grupę zachowanych dzieł Feliksa Pęczarskiego. Na wystawie konkursowej w 1825 r. zaprezentował Portret starca. W 1828 r. wykonał portret prymasa Jana Pawła Woronicza. Pierwsza duża grupa prac portretowych Pęczarskiego pochodzi z lat 1834–1839. Wśród nich są portrety Ksawerego Dybowskiego (1834) i Zygmunta Stryjeńskiego (1835) oraz dwa portrety państwa Zembrzuskich znajdujące się w Kościele św. Michała Archanioła w Mordach (1835). W tym czasie jego styl charakteryzuje pewna konturowość i ostrość w odcinaniu płaszczyzn. Gatunek ten rozwinął szczególnie podczas pobytu we Włocławku i Płocku, gdzie portrety stanowiły główne źródło jego dochodów. Wtedy to Pęczarski udoskonalił swój styl poprzez budowanie formy małymi różnicami walorowymi, ożywienie kolorytu, odrzucenie ostrego, nieprzejrzystego cienia i osiągnięcie większej miękkości. Ujawnia się to w pełni na przykładzie Portretu Pani Rudowskiej z 1848 roku. Jako portrecista, Pęczarski podchodził do modeli w sposób indywidualny. Choć nie odbiega od obowiązującego wówczas kanonu, to w sposób trafny dokonuje charakterystyki psychologicznej portretowanych. Widoczne są tu wpływy jego nauczycieli, Antoniego Blanka i Antoniego Brodowskiego. W pierwszym etapie pracy starał się uchwycić wyraz modela, następnie dopracowywał szczegóły obrazu. Wspomniany wyżej Jan Papłoński wspomina, że Pęczarski na początku lat 30. malował miniatury. Żadne takowe się nie zachowały. Być może była to pomyła Papłońskiego.

#### Dzieła religijne
Obrazy o tematyce religijnej uchodzą za będące na najniższym poziomie artystycznym pośród jego dorobku. Stanowiły one dla niego przede wszystkim źródło dochodów. Artysta malował je podług sztychów. Uchodzą za pozbawione zmysłu obserwacji, charakteryzujące jego portrety i prace rodzajowe.
Malarstwem religijnym interesował się już na początku kariery. Podczas swojej pierwszej wystawy konkursowej w 1823 roku zaprezentował obraz Św. Maria Magdalena oraz rysunek Chrystusa. 
W czasie pobytu na Lubelszczyźnie wykonywał zlecenia na obrazy religijne. Do dziś zachowały się obrazy: Ukrzyżowanie w Kościele św. Michała Archanioła w Żdżannem (1837); obraz Matki Boskiej w barokowym ołtarzu Kaplicy Niepokalanego Poczęcia NMP w Kościele Dominikanów w Lublinie oraz obraz Św. Monika tamże (ok. 1838), a także Zwiastowanie dla Kościoła św. Zofii w Tarnogórze (1839). Choć w latach 1840–1847 skupia się na malarstwie rodzajowym, to na wystawie warszawskiej w 1841 roku, obraz Matka Boska otrzymuje srebrny medal I klasy. Do malarstwa religijnego powrócił po osiedleniu się we Włocławku w 1847 roku. W 1860 roku wykonał dwa obrazy podług malarstwa francuskiego pt. Św. Franciszek Salezy i Św. Wincenty a Paulo jako wymienialne zasuwy ołtarza bocznego w Kościele św. Witalisa we Włocławku. Otrzymał za nie 110 złotych. Te nie zachowały się do naszych czasów, prawdopodobnie zostały wywiezione do Warszawy po upadku powstania styczniowego.
Oprócz powyższych, Pęczarski miał malować pejzaże podczas pobytu na Lubelszczyźnie. Z katalogu wystawy w 1845 roku wiadomo, że parał się malarstwem historycznym. Te jego obrazy nie zachowały się do dziś.

### Kolekcje
Jedna z największych, licząca 12 obrazów kolekcja dzieł Feliksa Pęczarskiego znajduje się w Muzeum Ziemi Kujawskiej i Dobrzyńskiej we Włocławku. Muzeum sukcesywnie poszerza kolekcję i dąży do utworzenia wystawy stałej artysty. Dla porównania, w biogramie zamieszczonym w pracy Zasłużeni dla Włocławka z 1990 r., Krystyna Kotula, wieloletnia kierownik Zbiorów Sztuki, filii MZKiD stwierdza, że muzeum posiada jedynie dwie prace Pęczarskiego. W 2019 r. cztery płótna aut. Pęczarskiego, w tym Amatorowie herbaty i kuriera zostały poddane wraz z ramami renowacji w pracowni Edyty Hankowskiej-Czerwińskiej we Włocławku, w ramach programu Ministerstwa Kultury i Dziedzictwa Narodowego pod nazwą Wspieranie działań muzealnych. W 1990 r. miała tu miejsce jego pierwsza wystawa monograficzna.
Istotną kolekcję dzieł Pęczarskiego stanowią też zbiory Muzeum Narodowego w Warszawie. Jego obrazy znajdują się ponadto w Muzeum Narodowym w Krakowie i w Poznaniu oraz Muzeum Mazowieckim w Płocku. W Państwowym Muzeum Sztuki w Niżnym Nowogrodzie w Rosji znajduje się scena rodzajowa pt. Efekt melodramy, namalowana w lubelskim teatrze około 1835 roku.
Pęczarski był przez długi czas malarzem niedocenionym. Choć za życia zdobył pewną popularność, jego dzieła poddawane były krytyce i nie znalazły sobie kontynuatorów. Za minusy uznano niektóre cechy formalne malarstwa Pęczarskiego, ukazywanie przez niego postaci z marginesu społecznego oraz brak pierwiastków narodowych. Po śmierci został zapomniany, a jego dzieła uległy rozproszeniu lub zniszczeniu. Jako pierwszy na jego twórczość zwrócił uwagę płocki kolekcjoner sztuki, ks. Ignacy Lasocki. Pęczarski namalował przed laty portrety jego rodziców i stryjów, później on sam nabył jego sceny rodzajowe od miejscowego handlarza. W 1917 roku wspomina go w artykule Amatorstwo sztuki i czyn miłosierny w Tygodniku Illustrowanym, w którym ogłasza chęć sprzedaży obrazów rodzajowych. Stwierdza w nim, że już wcześniej obrazy te chciał od niego kupić Leonard Jan Józef Lepszy na rzecz Muzeum Narodowego w Krakowie. Pierwsze obrazy Pęczarskiego trafiły do Muzeum Narodowego w Warszawie dopiero w 1919 roku. Były to: Szulerzy przy świecy, Portret Zygmunta Stryjeńskiego i Lichwiarz przy świecy. Następnie pochlebną recenzję twórczości Pęczarskiego wystawił Eligiusz Niewiadomski. Jeszcze w 1926 roku pisze on, że data śmierci malarza nie jest znana. Przełomowa dla poznania artysty była wg niego wystawa Malarstwa warszawskiego I połowy XIX wieku zorganizowana przez Jerzego Sienkiewicza w 1936 roku. Od tej pory Pęczarski, jako prekursor polskiego naturalizmu, uchodzi za postać podręcznikową.

### Dzieła
- Św. Maria Magdalena, ok. 1823. Niezachowany.
- Chrystus (rysunek), ok. 1823. Niezachowany.
- Portret starca, ok. 1825. Niezachowany.
- Ditto, ok. 1825. Niezachowany.
- Amatorowie herbaty i kuriera, prawdopodobnie 1826. Muzeum Ziemi Kujawskiej i Dobrzyńskiej we Włocławku.
- Portret arcybiskupa Woronicza, 1828. Niezachowany[1].
- Studium z natury, ok. 1828. Niezachowany.
- Portret kobiecy, 1830. Wymieniony w artykule J. Michałowskiego z 1959 roku jako zachowany.
- Portret rosyjskiej generałowej, ok. 1834. Wymieniony w pamiętniku współczesnego mu Franciszka Ksawerego Preka[3].
- Portret kobiety, 1834. Muzeum Ziemi Kujawskiej i Dobrzyńskiej we Włocławku[15].
- Portret mężczyzny, 1834. Muzeum Ziemi Kujawskiej i Dobrzyńskiej we Włocławku[15].
- Portret Ksawerego Dybowskiego, 1834. Muzeum Narodowe w Warszawie.
- Portret mężczyzny, 1835. Muzeum Ziemi Kujawskiej i Dobrzyńskiej we Włocławku[15].
- Portret Zygmunta Stryjeńskiego, 1835. Muzeum Narodowe w Krakowie.
- Portret Jana Zembrzuskiego, 1835. Kościół św. Michała Archanioła w Mordach.
- Portret Pelagii z Brzostowskich Zembrzuskiej, 1835. Kościół św. Michała Archanioła w Mordach.
- Efekt melodramy, ok. 1835. Państwowe Muzeum Sztuki w Niżnym Grodzie. Do 1924 roku znajdował się w kolekcji Piotra Wasiljewicza  Szeremietiewa w zamku Jurino, gdzie został przeniesiony prawdopodobnie w 1882 roku. W 1916 roku opisany został w inwentarzu jako Polski teatr. Zidentyfikowany jako dzieło Pęczarskiego w latach 50. XX wieku przez P. Balakina i Andrzeja Ryszkiewicza[3].
- Portret kobiety w koronkowym czepku, 1837. Muzeum Narodowe w Warszawie.
- Portret mężczyzny w białym żabocie, 1837. Muzeum Narodowe w Warszawie.
- Ukrzyżowanie, 1837. Kościół św. Michała Archanioła w Żdżannem[3].
- Portret Adama Szydłowskiego, 1838. Zaginiony podczas II wojny światowej, wcześniej własność Muzeum Narodowego w Warszawie[3].
- Portret dziewczynki, 1838. Muzeum Ziemi Kujawskiej i Dobrzyńskiej we Włocławku[15].
- Portret kobiety w czepku, 18?8. Muzeum Narodowe w Warszawie.
- Matka Boska Niepokalanie Poczęta (obraz w ołtarzu kaplicy Niepokalanego Poczęcia NMP), przed 1838. Bazylika św. Stanisława Biskupa Męczennika w Lublinie. Odkryty w l. 80. XX wieku[2][13].
- Święta Monika patronka  nieszczęśliwych  małżonek  i  matek, ok. 1838. Bazylika św. Stanisława Biskupa Męczennika w Lublinie.
- Portret  starosty  hrubieszowskiego Lipskiego, 1839. Zaginiony w czasie kampanii wrześniowej, wcześniej w kolekcji prywatnej w Poznaniu[3].
- Zwiastowanie, 1839. Kościół św. Zofii w Tarnogórze.
- Matka Boska, 1841. Niezachowany.
- Szulerzy, 1841. Niezachowany.
- Gracze w karty, 1843. Muzeum Narodowe w Warszawie.
- Przed karczmą, 1843. Muzeum Ziemi Kujawskiej i Dobrzyńskiej we Włocławku[15].
- Tonini (?) Lichwiarz warszawski, 1844. Muzeum Narodowe w Poznaniu.
- Obraz przedstawiających dwóch lichwiarzy, 1844. Wymieniony w artykule J. Michałowskiego z 1959 roku jako znajdujący się w zbiorach prywatnych w Warszawie.
- Szulerzy przy świecy, 1845. W latach 1850–1897 wł. małż. Bębenkowskich, 1897–1917 – ks. Ignacy Lasocki. Ob. Muzeum Narodowe w Warszawie.
- Lichwiarz przy świecy, 1845. W latach 1850–1897 wł. małż. Bębenkowskich, 1897–1917 – ks. Ignacy Lasocki. Ob. Muzeum Narodowe w Warszawie.
- Amatorowie herbaty i kuriera[e], 1840-1845. Muzeum Ziemi Kujawskiej i Dobrzyńskiej we Włocławku[15].
- Chrzest Króla Indyjskiego, ok. 1845. Niezachowany.
- Kolumb na okręcie w czasie spisku, ok. 1845. Niezachowany.
- Kolumb stawiający jajko, ok. 1845. Niezachowany.
- Amatorowie kuriera, ok. 1845. W latach 1850–1897 wł. małż. Bębenkowskich, 1897–1917 – ks. Ignacy Lasocki. Ob. zaginiony.
- Spekulanci, ok. 1845. Niezachowany.
- Portret Ignacego Rutkowskiego, 1847. Niezachowany.
- Portret Pani Rutkowskiej, 1847. Niezachowany.
- Portret Gracjana Rudowskiego, 1848. Muzeum Narodowe w Warszawie.
- Portret Pani Rudowskiej, 1848. Muzeum Narodowe w Warszawie.
- Portret mężczyzny, 1849. Wł. Jan Michalak, Kazimierz Dolny (1990).
- Portret mężczyzny, 1849. Muzeum Ziemi Kujawskiej i Dobrzyńskiej we Włocławku[15].
- Satyra na pijaństwo, ok. 1850. Muzeum Narodowe w Warszawie.
- Portret Jana Pabudzińskiego, 1850. Muzeum Narodowe w Warszawie.
- Studium mężczyzny palącego fajkę, 1850. Muzeum Narodowe w Warszawie.
- Portret Józefy z Chełmickich Lasockiej, 1850. Muzeum Mazowieckie w Płocku.
- Portret Stanisław Lasockiego, 1850. Zaginął w czasie II wojny światowej.
- Portret Ignacego Lasockiego (?), ok. 1850. Muzeum Ziemi Kujawskiej i Dobrzyńskiej we Włocławku[15].
- Portret kobiety (Lasockiej?), ok. 1850. Muzeum Ziemi Kujawskiej i Dobrzyńskiej we Włocławku[15].
- Portret nieznanego mężczyzny, ok. 1850. Muzeum Ziemi Kujawskiej i Dobrzyńskiej we Włocławku.
- Portret mężczyzny, I poł. XIX wieku. Muzeum Ziemi Kujawskiej i Dobrzyńskiej we Włocławku[15].
- Chrystus trzymający kielich, 1850. Niezachowany.
- Szewc (rysunek), ?. Muzeum Narodowe w Warszawie.
- Święty Wincent a Paulo, 1860. Pierwotnie Kościół św. Witalisa we Włocławku, po 1863 zaginiony.
- Św. Franciszek Salezy, 1860. Pierwotnie Kościół św. Witalisa we Włocławku, po 1863 zaginiony.
- Dwaj lichwiarze. Po II wojnie światowej w zbiorach prywatnych w Warszawie, obecnie zaginiony.
- Mężczyzna z butelką. Dawniej w zbiorach ks. Chera w Otwocku, obecnie zaginiony[2][4].
- Honoratka. Obraz rodzajowy, przedstawia mężczyzn grających w szachy i warcaby we wnętrzu kawiarni przy ul. Długiej w Warszawie. Wspomina go E. Niewiadomski w Malarstwie polskim XIX i XX wieku z 1926 roku[18].